# Knut Malmgren
Knut Malmgren (* um 1925) ist ein schwedischer Badmintonspieler.

## Karriere
Knut Malmgren siegte in seiner letzten Juniorensaison 1943/1944 bereits erstmals bei den nationalen Titelkämpfen der Erwachsenen. Acht weitere Titel folgten bis 1957. Mehrfach konnte er sich Anfang der 1950er Jahre für das Hauptfeld bei den All England qualifizieren.

## Sportliche Erfolge
| Saison    | Veranstaltung                     | Disziplin    | Platz | Name                                               |
| --------- | --------------------------------- | ------------ | ----- | -------------------------------------------------- |
| 1940/1941 | Schweden: Einzelmeisterschaft U19 | Herrendoppel | 1     | Knut Malmgren / Allan Mårtensson (MAI / Tomelilla) |
| 1942/1943 | Schweden: Einzelmeisterschaft U19 | Herreneinzel | 1     | Knut Malmgren (MAI)                                |
| 1943/1944 | Schweden: Einzelmeisterschaft U19 | Mixed        | 1     | Knut Malmgren / Berit Nilsson (MAI)                |
| 1943/1944 | Schweden: Einzelmeisterschaft     | Mixed        | 1     | Knut Malmgren / Elsy Killick (MAI)                 |
| 1947/1948 | Schweden: Einzelmeisterschaft     | Mixed        | 1     | Knut Malmgren / Berit Nilsson (MAI)                |
| 1948/1949 | Schweden: Einzelmeisterschaft     | Mixed        | 1     | Knut Malmgren / Elsy Killick (MAI)                 |
| 1949/1950 | Schweden: Einzelmeisterschaft     | Mixed        | 1     | Knut Malmgren / Elsy Killick (MAI)                 |
| 1950/1951 | Schweden: Einzelmeisterschaft     | Mixed        | 1     | Knut Malmgren / Elsy Killick (MAI)                 |
| 1951/1952 | Schweden: Einzelmeisterschaft     | Mixed        | 1     | Knut Malmgren / Elsy Killick (MAI)                 |
| 1953/1954 | Schweden: Einzelmeisterschaft     | Mixed        | 1     | Knut Malmgren / Elsy Killick (MAI)                 |
| 1954/1955 | Schweden: Einzelmeisterschaft     | Mixed        | 1     | Knut Malmgren / Elsy Killick (MAI)                 |
| 1956/1957 | Schweden: Einzelmeisterschaft     | Herrendoppel | 1     | Knut Malmgren / Bo Nilsson (MAI)                   |
| 1963/1964 | Schweden: Einzelmeisterschaft O35 | Herreneinzel | 1     | Knut Malmgren (MAI)                                |
| 1964/1965 | Schweden: Einzelmeisterschaft O35 | Mixed        | 1     | Knut Malmgren / Elsy Killick (MAI)                 |
| 1964/1965 | Schweden: Einzelmeisterschaft O35 | Herreneinzel | 1     | Knut Malmgren (MAI)                                |
| 1965/1966 | Schweden: Einzelmeisterschaft O35 | Mixed        | 1     | Knut Malmgren / Elsy Killick (MAI)                 |
| 1966/1967 | Schweden: Einzelmeisterschaft O35 | Herrendoppel | 1     | Inge Blomberg / Knut Malmgren (MAI)                |
| 1967/1968 | Schweden: Einzelmeisterschaft O35 | Herrendoppel | 1     | Inge Blomberg / Knut Malmgren (MAI)                |

## Referenzen
- http://iof1.idrottonline.se/SvenskaBadmintonforbundet/Forbundet/Statistik/Seniorer/SvenskaMasterskapsenior/

| Personendaten    | Personendaten                 |
| ---------------- | ----------------------------- |
| NAME             | Malmgren, Knut                |
| KURZBESCHREIBUNG | schwedischer Badmintonspieler |
| GEBURTSDATUM     | um 1925                       |